# Championnat de Colombie de football 1990
Navigation
Saison précédente Saison suivante
La saison 1990 du Championnat de Colombie de football est la quarante-troisième édition du championnat de première division professionnelle en Colombie. Les quinze meilleures équipes du pays disputent le championnat qui se déroule en trois phases :
- le Tournoi Ouverture voit les équipes réparties en trois poules de cinq, puis en cinq poules de trois.
- lors du tournoi Clôture, les équipes sont regroupées au sein d'une poule unique où elles s'affrontent deux fois, à domicile et à l'extérieur. À l'issue de cette phase, il n'y a ni promotion, ni relégation.
- l'Octogonal est la phase finale comportant les huit meilleures équipes au classement cumulé des deux tournois. Elles sont réparties en deux poules de quatre et s'affrontent deux fois; les deux premiers se qualifient pour le Cuadrangular final. L'équipe terminant en tête est sacrée championne et se qualifie pour la prochaine édition de la Copa Libertadores en compagnie de son dauphin.

C'est l'América de Cali qui remporte la compétition, après avoir terminé en tête du Cuadrangular, devant l'Atlético Nacional et l'Atlético Bucaramanga. C'est le septième titre de champion de l'histoire du club.

## Les clubs participants
| - Independiente Santa Fe - CD Los Millonarios - Deportes Tolima - Atlético Bucaramanga - Once Caldas - Independiente Medellin - Unión Magdalena - Sporting de Barranquilla | - Atlético Nacional - Deportivo Pereira - América de Cali - Cucuta Deportivo - Deportes Quindio - Deportivo Cali - Atlético Junior |

## Compétition
Le barème utilisé pour établir l'ensemble des classements est le suivant :
- Victoire : 2 points
- Match nul : 1 point
- Défaite : 0 point

### Tournoi Ouverture
- Classement cumulé à l'issue des Pentagonales et Triangulares :

| Rang | Équipe                   | Pts | J  | G | N | P | Bp | Bc | Diff |
| ---- | ------------------------ | --- | -- | - | - | - | -- | -- | ---- |
| 1    | América de Cali          | 19  | 12 | 7 | 5 | 0 | 23 | 8  | +15  |
| 2    | Independiente Santa Fe   | 16  | 12 | 5 | 6 | 1 | 19 | 8  | +11  |
| 3    | Atlético Nacional        | 15  | 12 | 5 | 5 | 2 | 19 | 15 | +4   |
| 4    | CD Los Millonarios       | 14  | 12 | 5 | 4 | 3 | 14 | 11 | +3   |
| 5    | Atlético Bucaramanga     | 13  | 12 | 5 | 3 | 4 | 9  | 9  | 0    |
| 6    | Atlético Junior          | 13  | 12 | 3 | 7 | 2 | 13 | 10 | +3   |
| 7    | Deportes Quindio         | 12  | 12 | 5 | 2 | 5 | 15 | 16 | -1   |
| 8    | Independiente Medellin   | 12  | 12 | 4 | 4 | 4 | 14 | 15 | -1   |
| 9    | Deportivo Cali           | 12  | 12 | 3 | 6 | 3 | 17 | 13 | +4   |
| 10   | Unión Magdalena          | 11  | 12 | 3 | 5 | 4 | 11 | 17 | -6   |
| 11   | Deportes Tolima          | 10  | 12 | 2 | 6 | 4 | 10 | 14 | -4   |
| 12   | Once Caldas              | 9   | 12 | 4 | 1 | 7 | 13 | 24 | -11  |
| 13   | Deportivo Pereira        | 9   | 12 | 3 | 3 | 6 | 8  | 15 | -7   |
| 14   | Sporting de Barranquilla | 9   | 12 | 2 | 5 | 5 | 12 | 15 | -3   |
| 15   | Cucuta Deportivo         | 6   | 12 | 0 | 6 | 6 | 6  | 14 | -8   |

|  | Équipe obtenant un bonus |

- Les quatre premiers du classement obtiennent respectivement 1, 0.75, 0.5 et 0.25 point de bonus.

### Tournoi Clôture
| Rang | Équipe                   | Pts | J  | G  | N  | P  | Bp | Bc | Diff |
| ---- | ------------------------ | --- | -- | -- | -- | -- | -- | -- | ---- |
| 1    | América de Cali          | 40  | 28 | 15 | 10 | 3  | 54 | 19 | +35  |
| 2    | Independiente Medellin   | 38  | 28 | 14 | 10 | 4  | 36 | 22 | +14  |
| 3    | Atlético Bucaramanga     | 36  | 28 | 15 | 6  | 7  | 40 | 27 | +13  |
| 4    | Deportivo Cali           | 34  | 28 | 11 | 12 | 5  | 29 | 29 | 0    |
| 5    | Once Caldas              | 34  | 28 | 11 | 12 | 5  | 31 | 27 | +4   |
| 6    | Deportes Quindio         | 32  | 28 | 12 | 8  | 8  | 36 | 25 | +11  |
| 7    | Atlético Nacional        | 32  | 28 | 11 | 10 | 7  | 36 | 26 | +10  |
| 8    | Deportivo Pereira        | 30  | 28 | 10 | 10 | 8  | 30 | 30 | 0    |
| 9    | Independiente Santa Fe   | 29  | 28 | 10 | 9  | 9  | 33 | 38 | -5   |
| 10   | CD Los Millonarios       | 27  | 28 | 9  | 9  | 10 | 37 | 32 | +5   |
| 11   | Deportes Tolima          | 23  | 28 | 8  | 7  | 13 | 21 | 34 | -13  |
| 12   | Cucuta Deportivo         | 18  | 28 | 6  | 6  | 16 | 16 | 45 | -29  |
| 13   | Atlético Junior          | 18  | 28 | 3  | 12 | 13 | 21 | 31 | -10  |
| 14   | Unión Magdalena          | 16  | 28 | 5  | 6  | 17 | 25 | 40 | -15  |
| 15   | Sporting de Barranquilla | 13  | 28 | 2  | 9  | 17 | 18 | 48 | -30  |

|  | Équipe obtenant un bonus |

- Les quatre premiers du classement obtiennent respectivement 1, 0.75, 0.5 et 0.25 point de bonus.

### Classement cumulé
Un classement cumulé des résultats obtenus lors des tournois Ouverture et Cloture permet de désigner les huit clubs qualifiés pour la phase finale.
| Rang | Équipe                   | Pts | J  | G  | N  | P  | Bp | Bc | Diff |
| ---- | ------------------------ | --- | -- | -- | -- | -- | -- | -- | ---- |
| 1    | América de Cali          | 59  | 40 | 22 | 15 | 3  | 77 | 27 | +50  |
| 2    | Independiente Medellín   | 50  | 40 | 18 | 14 | 8  | 50 | 37 | +13  |
| 3    | Atlético Bucaramanga     | 49  | 40 | 20 | 9  | 11 | 49 | 35 | +14  |
| 4    | Atlético Nacional        | 47  | 40 | 16 | 15 | 9  | 55 | 41 | +14  |
| 5    | Deportivo Cali           | 46  | 40 | 14 | 18 | 8  | 46 | 32 | +14  |
| 6    | Independiente Santa Fe   | 45  | 40 | 15 | 15 | 10 | 52 | 46 | +6   |
| 7    | Deportes Quindío         | 44  | 40 | 17 | 10 | 13 | 51 | 41 | +10  |
| 8    | Once Caldas              | 43  | 40 | 15 | 13 | 12 | 44 | 51 | -7   |
| 9    | CD Los Millonarios       | 41  | 40 | 14 | 13 | 13 | 51 | 43 | +8   |
| 10   | Deportivo Pereira        | 39  | 40 | 13 | 13 | 14 | 38 | 45 | -7   |
| 11   | Deportes Tolima          | 33  | 40 | 10 | 13 | 17 | 31 | 48 | -17  |
| 12   | Atlético Junior          | 31  | 40 | 6  | 9  | 15 | 34 | 41 | -7   |
| 13   | Unión Magdalena          | 27  | 40 | 8  | 11 | 21 | 36 | 57 | -21  |
| 14   | Cúcuta Deportivo         | 24  | 40 | 6  | 12 | 22 | 22 | 59 | -37  |
| 15   | Sporting de Barranquilla | 22  | 40 | 4  | 14 | 22 | 30 | 63 | -33  |

|  | Qualification pour la phase finale |

### Phase finale

#### Cuadrangulares semifinales
Groupe A :
| Rang | Équipe               | Pts  | J | G | N | P | Bp | Bc | Diff |
| ---- | -------------------- | ---- | - | - | - | - | -- | -- | ---- |
| 1    | América de Cali      | 9    | 6 | 3 | 1 | 2 | 12 | 8  | +4   |
| 2    | Atlético Bucaramanga | 6,5  | 6 | 3 | 0 | 3 | 10 | 12 | -2   |
| 3    | Deportivo Cali       | 6,25 | 6 | 3 | 0 | 3 | 9  | 12 | -3   |
| 4    | Deportes Quindío     | 5    | 6 | 2 | 1 | 3 | 7  | 7  | 0    |

|  | Qualification pour le Cuadrangular final |

Groupe B :
| Rang | Équipe                 | Pts  | J | G | N | P | Bp | Bc | Diff |
| ---- | ---------------------- | ---- | - | - | - | - | -- | -- | ---- |
| 1    | Atlético Nacional      | 7,5  | 6 | 2 | 3 | 1 | 4  | 3  | +1   |
| 2    | Independiente Santa Fe | 6,75 | 6 | 2 | 2 | 2 | 7  | 7  | 0    |
| 3    | Once Caldas            | 6    | 6 | 2 | 2 | 2 | 9  | 9  | 0    |
| 4    | Independiente Medellín | 5,75 | 6 | 1 | 3 | 2 | 5  | 6  | -1   |

|  | Qualification pour le Cuadrangular final |

#### Cuadrangular final
| Rang | Équipe                 | Pts  | J | G | N | P | Bp | Bc | Diff |
| ---- | ---------------------- | ---- | - | - | - | - | -- | -- | ---- |
| 1    | América de Cali        | 11   | 6 | 3 | 3 | 0 | 12 | 3  | +9   |
| 2    | Atlético Nacional      | 7,5  | 6 | 3 | 1 | 2 | 7  | 3  | +4   |
| 3    | Atlético Bucaramanga   | 5,5  | 6 | 1 | 3 | 2 | 5  | 10 | -5   |
| 4    | Independiente Santa Fe | 3,75 | 6 | 0 | 3 | 3 | 5  | 13 | -8   |

|  | Qualification pour la Copa Libertadores 1991 |

## Bilan de la saison
| Championnat de Colombie de football 1990 |                            |
| Champion                                 | América de Cali (7e titre) |
| Qualifications continentales             |                            |
| Copa Libertadores 1991                   | América de Cali            |
| Copa Libertadores 1991                   | Atlético Nacional          |
| Promotions et relégations                |                            |
| Promus en Primera A                      | Aucun                      |
| Relégués en Primera B                    | Aucun                      |